# Kadınbudu köfte

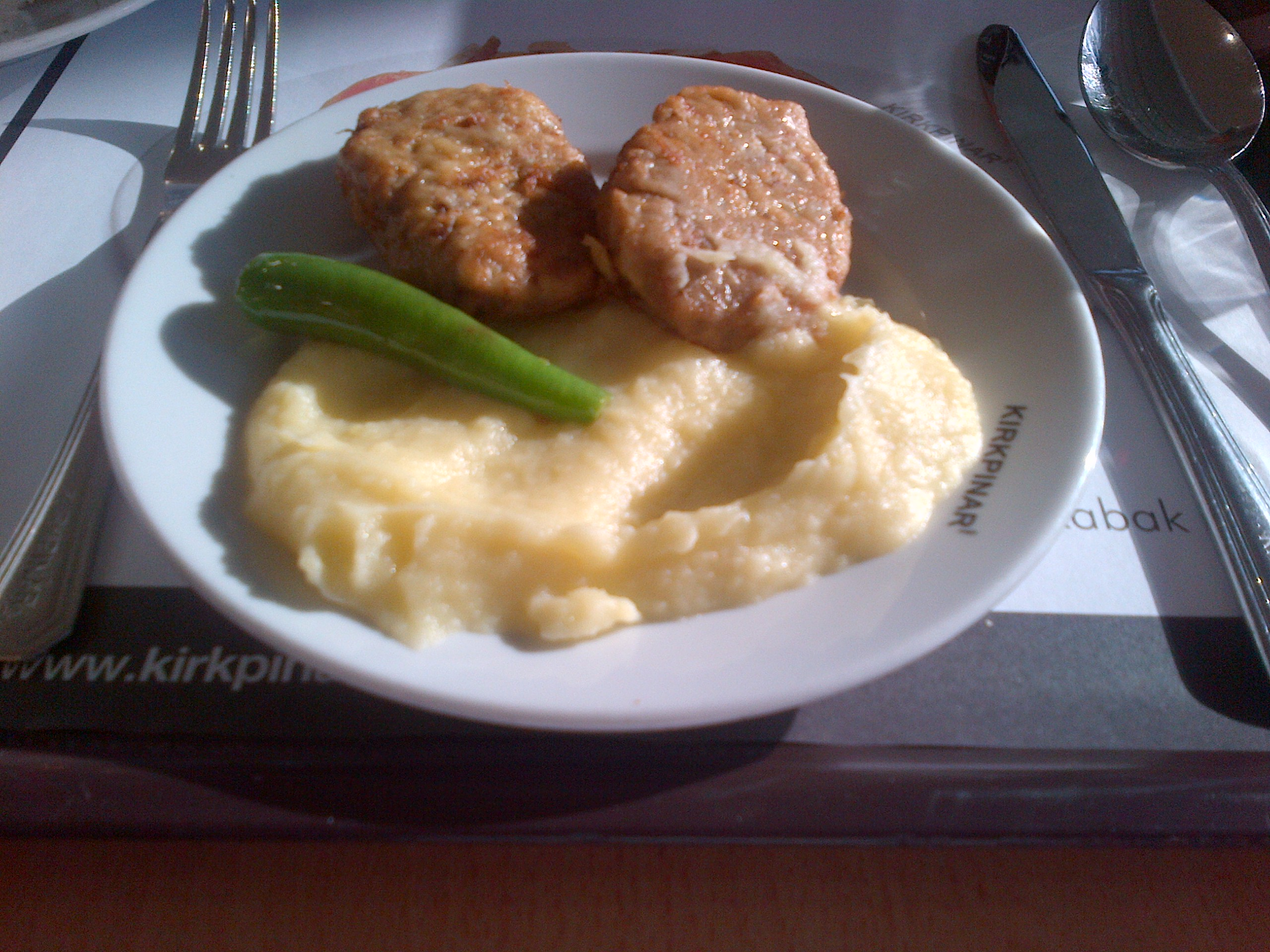
Un parell de kadınbudu köftes amb puré de patates.

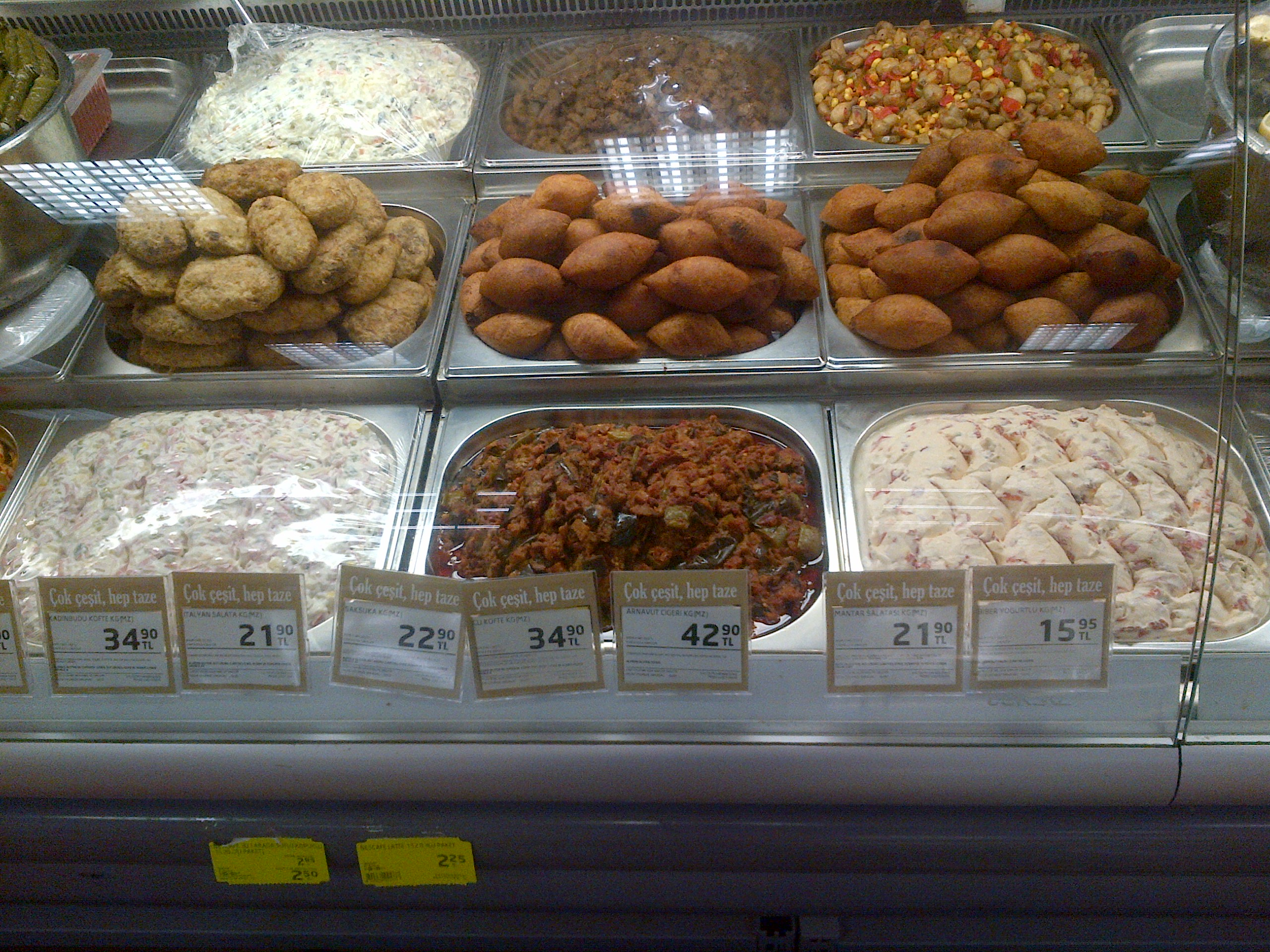
Kadınbudu köftes, (a la fila del centre, a l'esquerra) entre uns mezes a l'aparador d'un supermercat d'Ankara.

El kadınbudu köfte (turc, de vegades també kadın budu köfte) és un plat de la cuina turca. Es pot considerar una varietat de köfte.

## Preparació i consum
Les mandonguilles es fan amb carn picada i arròs, com a ingredients bàsics, i julivert o anet, formatge turc kaşar i espècies. Després es cobreixen amb farina, ous batuts i farina de galeta (en aquest ordre) i es fregeixen.
Aquest plat, com que ja inclou arròs, generalment no s'acompanya de pilav sinó de patates fregides, puré o amanida. També es pot consumir fred. Per això, es considera un dinar apte per a pícnics.

## Etimologia
En turc "kadınbudu" significa cuixa de dona. Rep aquest nom perquè la forma d'aquestes mandonguilles és ovalada com la forma de la cama d'una dona. L'Associació de la Llengua Turca (TDK) accepta aquesta forma i no la "kadın budu", com en altres noms similars (de mots composts) de plats i aliments.